# Samajwadi Party

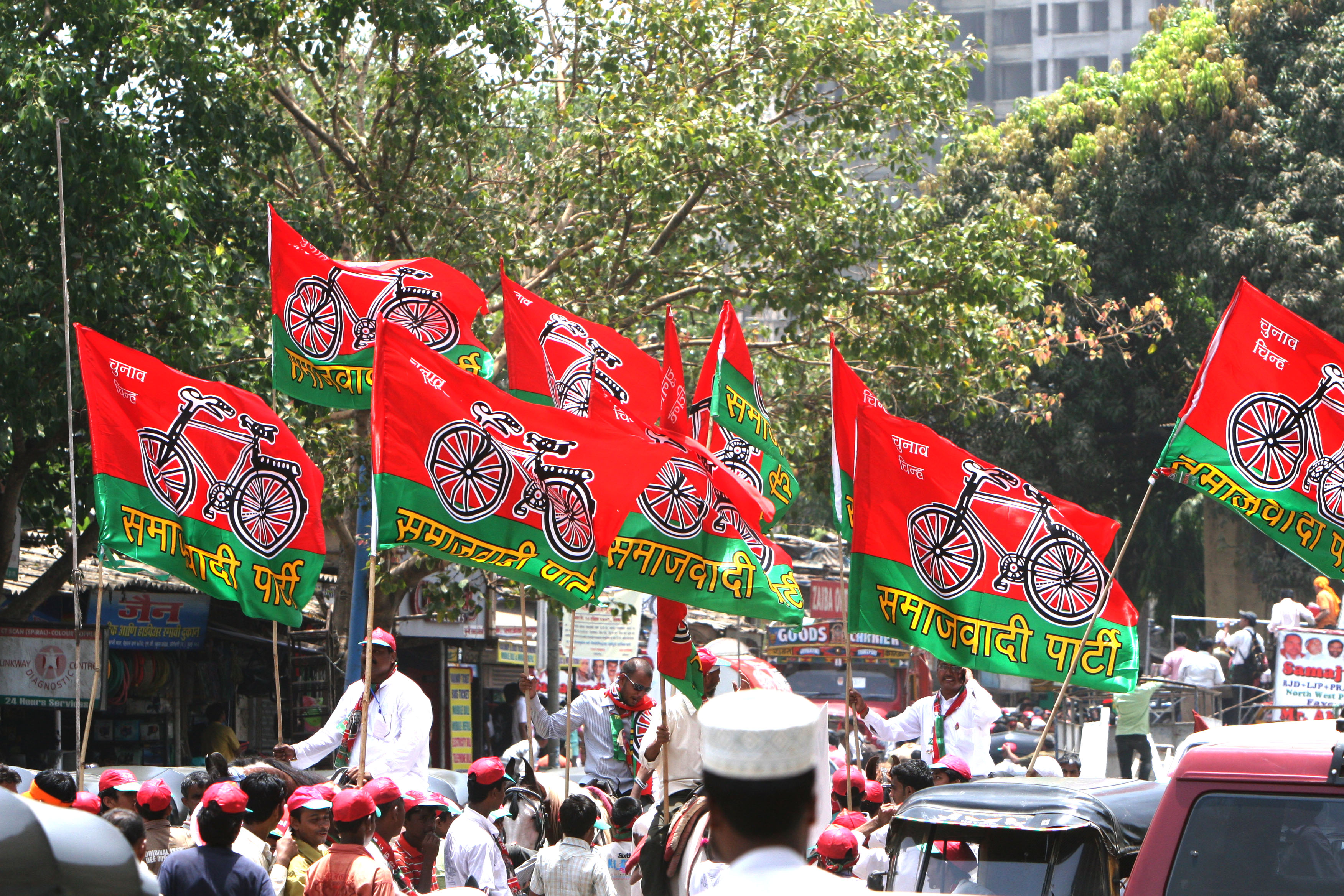
Wahlkampfveranstaltung der Samajwadi Party in Mumbai (2009)

Die Samajwadi Party (SP, Hindi समाजवादी पार्टी Samājvādī Pārṭī [sʌmɑːdʒˈʋɑːd̪i ˈpɑːrʈi]; „sozialistische Partei“) ist eine politische Partei in Indien, die ihre Basis vor allem im Bundesstaat Uttar Pradesh hat. Die SP bezieht ihre Wählerschaft vor allem aus drei Gruppen: zum einen der zahlenmäßig starken nordindischen Kaste der Yadavs, den unterprivilegierten sogenannten Other Backward Classes und der in Uttar Pradesh relativ stark vertretenen muslimischen Minderheit, die ebenfalls eher zu den sozial niedrigstehenden Schichten gehört. Die Partei wurde am 4. Oktober 1992 in Lucknow durch Mulayam Singh Yadav gegründet, der bis Anfang Januar 2017 Parteivorsitzender war. Am 1. Januar 2017 löste ihn sein Sohn Akhilesh Yadav als Parteivorsitzender ab.
Die Partei steht ideologisch zum Teil in der Tradition der einstigen sozialistischen Parteien, die 1977 mehrheitlich in der Janata Party, die kurzzeitig regierte, aber dann in zahlreiche Nachfolgeparteien zerfiel, aufgingen. 1989 wurde die Janata Dal durch Zusammenschluss mehrerer Parteien (darunter auch die Reste der alten Janata Party) gewissermaßen als Neuauflage der letzteren neu gegründet. Ein wesentliches Thema der kurzen Janata Dal-Regierung unter Premierminister V. P. Singh 1989–1991 war die Beseitigung von Kastenprivilegien und -ungerechtigkeiten. Auch die Janata Dal zerfiel nach kurzer Zeit wieder und als eine der Nachfolgeparteien („Janata parivar“) entstand die Samajwadi Party. Obgleich die SP gute Kontakte zur Linksfront sowie zu „progressiven“ anderen Splittern der ehemaligen Janata Dal pflegt – Mulayam und die übrigen Parteichefs kennen sich zum Teil schon persönlich aus den Zeiten der sozialistischen Studentenbewegung in den 1970er Jahren –, hält sie Distanz zur Kongresspartei, vor allem zu deren Vorsitzender Sonia Gandhi. Nach der Parlamentswahl im April/Mai 2009 erklärte die Samajwadi Party, die Regierung unter Führung der Kongresspartei unterstützen zu wollen, um eine mögliche Koalitionsregierung unter Beteiligung der Bharatiya Janata Party zu verhindern.
Ihre Basis hat die SP vor allem in Indiens bevölkerungsreichstem Bundesstaat Uttar Pradesh, wo sie mehrfach auch die Regierung stellte. Die Hauptrivalin der SP ist die Bahujan Samaj Party unter Mayawati, die ebenfalls um Wähler aus den unterprivilegierten Kasten und um die Stimmen der Dalits wirbt. Der SP-Parteivorsitzende Mulayam Singh Yadav war Chief Minister (Regierungschef) von 1993 bis 1995 und von 2003 bis 2007, sein Sohn Akhilesh Yadav ist seit 2012 im Amt. Bei der Parlamentswahl in Uttar Pradesh 2012 gewann die SP 224 von 404 Parlamentssitzen in Uttar Pradesh. Bei der gesamtindischen Parlamentswahl 2009 konnte die SP 23 von 80 Sitzen erringen, bei der darauffolgenden Wahl im Jahr 2014 nur noch 5, allesamt in Uttar Pradesh. In anderen Bundesstaaten spielt die SP nur eine untergeordnete Rolle. In den Parlamenten von Maharashtra, Karnataka und Westbengalen stellte sie einige wenige Abgeordnete.
Ende 2016/Anfang 2017 kam es zum offenen Bruch zwischen Mulayam Singh Yadav, dem Parteigründer und bisherigen Vorsitzenden, und seinem Sohn Akhilesh Yadav, dem amtierenden Chief Minister von Uttar Pradesh. Am 1. Januar 2017 ließ sich der Sohn zum neuen Parteivorsitzenden wählen und entmachtete seinen Vater, indem er ihm ein lediglich repräsentatives Amt als „Patron“ der Partei zuweisen ließ. Vater und Sohn stellten daraufhin parallel bei der Indischen Wahlkommission den Antrag auf Anerkennung als Parteiführer und die damit verbundene Weiternutzung des Fahrrads als Parteisymbol. Am 17. Januar 2017 erteilte die Wahlkommission Akhilesh Yadav und seiner Fraktion der Samajwadi Party die Erlaubnis, weiter das Fahrrad-Symbol zu nutzen.